# Cakewalk by BandLab
Cakewalk by Bandlab是一款全功能数字音频工作站，用于音频和MIDI的处理，适用于作曲、录音、编曲、音频编辑、混音和母带处理等用途。它由新加坡公司BandLab Technologies以免费订阅许可模式开发和发行。软件仅有64位Windows版本，适用于Windows 8.1以上系统。

## 沿革
Cakewalk by Bandlab演变自Cakewalk Sonar，后者是波士顿Cakewalk公司同名产品的旗舰版本。Cakewalk公司于2013年被Gibson Brands收购，后在 2017 年 11 月被其以“公司收购策略”原因宣布解散。之后，Gibson 停止了 Cakewalk 软件的所有开发和支持，仅保留了授权激活服务器和支持论坛服务器继续运行。 
2018 年 2 月，BandLab Technologies 宣布收购 Cakewalk的全部知识产权及其部分资产。 BandLab 的既定目标是继续开发前公司的旗舰产品 SONAR（名字改回了Cakewalk by Bandlab），作为其免费数字音频工作站软件组合的一部分。 BandLab 继续维护旧的授权激活服务器，以示对旧产品所有者的尊重。 
除了从 Cakewalk 公司处获得了知识产权外，BandLab 还聘请了原Cakewalk CTO Noel Borthwick 和高级软件工程师 Ben Staton，以及其他前 Cakewalk 员工来继续开发代码 ，当前的 Cakewalk by Bandlab 也直接源自 BandLab 获得的 SONAR 代码库。
Cakewalk by Bandlab 的第一个版本于 2018 年 4 月 4 日发布，仅限于为 SONAR 进行错误修复，以及将SONAR改为Cakewalk的文字和图像修改。随后，将会每月进行错误修复和稳定性更新，到第四个版本时开始添加新功能。这之后，每个版本都会不断添加新功能。 
2023年，Bandlab宣布将升级Cakewalk品牌，将其分为Cakewalk Sonar 和 Cakewalk Next两个不同的版本。其中，Cakewalk Sonar 保持与之前版本兼容，仅限于 Windows 平台；Cakewalk Next 兼容 Windows / macOS 平台，并且可以直接连接到 BandLab 平台。

## 许可
Cakewalk by Bandlab 通过免费订阅获得许可。为了下载并安装软件包和附加组件（包括 Cakewalk Studio Instruments 捆绑包、Cakewalk 主题编辑器和Celemony Melodyne的试用版），用户必须首先在 BandLab 的网站上创建一个帐户，然后下载并运行安装程序或 BandLab Assistant，两者都可以下载并安装Cakewalk by Bandlab和可选的附加组件。此后，许可证必须至少每六个月通过互联网连接验证一次，否则许可证将恢复为“演示模式”，并且项目保存将被禁用，直到再次验证为止。通过使用 BandLab Assistant 和连接到互联网的第二台计算机系统也可以进行离线验证。 